# ロード・オブ・ザ・リング/王の帰還
『ロード・オブ・ザ・リング/王の帰還』（ロード・オブ・ザ・リング おうのきかん、原題：The Lord of the Rings: The Return of the King）は、2003年のニュージーランド映画。ファンタジー映画。『ロード・オブ・ザ・リング』3部作の3作目にあたる。
劇場公開版に未公開シーン約50分を追加した『スペシャル・エクステンデッド・エディション（SEE）』を映像ソフトで発表しており、日本では劇場公開も行われた。

## あらすじ

### 再会
昼なお暗いモルドールの山。フロドが眠る隣でゴラムは、自身が“愛しいしと”と呼ぶ“一つの指輪”を初めて手に入れたときのことを思い出していた。彼はホビットの支族であるストゥア族の一員で、スメアゴルと呼ばれていた。ある日、いっしょに川で魚を釣っていた友人デアゴルが川に落ち、川底で偶然見つけた金の指輪を拾う。スメアゴルはその指輪を見た瞬間に魅せられ、それを奪おうとしてデアゴルを殺してしまった。そのために村を追放された彼は、指輪だけを友に長い年月を過ごすうちに指輪の魔力に蝕まれ、徐々に心身ともに変貌し現在の姿になったのだ。眠りから目覚めたサムはゴラムの邪心を疑うが、フロドはそんなサムをいさめる。
森の中、裂け谷のエルフ王エルロンドの娘アルウェンは、アラゴルンを愛しながらも父の言葉に従い、エルフたちとともに西方に船出する港に向っていた。が、彼女はひとりの幼い少年が、彼女の前を走っていきアラゴルンに抱きかかえられる幻を見て、裂け谷に引き返す。彼女は父に、自分が見たのは自分の息子であり、未来に希望はあると語り、アラゴルンの祖先イシルドゥアの折れた剣を鍛え直すよう訴える。だが、サウロンの力が増すとともにエルフの力は弱まり、アルウェンも次第に衰弱していくのだった。
一方、アラゴルンたちはサルマンの砦アイゼンガルドに向かい、そこでメリーとピピンに再会してお互いの無事を喜び合う。ピピンがサルマンの使っていた遠くを見る石＝パランティーアを発見。ガンダルフが保持するが、好奇心の強いピピンはガンダルフが寝ているすきに石を覗いてしまう。だが、冥王サウロンも別のパランティーアを覗いているため、それを覗く者はサウロンからも見つかり彼の邪悪な力を及ぼされるのだ。ピピンもサウロンに見られて苦しめられるが ガンダルフに救われる。ガンダルフはピピンがパランティーアで見た光景から、サウロン勢がゴンドールへ進軍していることを知り、一行と別れ、ピピンを連れてゴンドールの首都ミナス・ティリスに向かう。
ゴンドールで彼らを迎えたのは、愛する息子ボロミアの死を知って絶望する執政デネソールだった。ピピンは自分とメリーを救って死んだボロミアの恩に報いるために、デネソールに仕えることを申し出て、城の衛兵に任じられる。ガンダルフはデネソールにサウロンの攻撃に備えてローハンに援助を仰ぐよう勧めるが、彼はローハン軍と共にゴンドールの王の末裔アラゴルンが来て、執政家が統治してきた国を奪われるのではないかと恐れて拒絶する。そこでガンダルフはピピンを使い、ローハンに援助を求めるのろしに点火する。のろしを見たローハンのセオデン王はゴンドールを援護することを決意する。

### 疑念
ゴンドール執政デネソールの息子ファラミアは、オスギリアスの砦でオークの軍に敗れ、都ミナス・ティリスに撤退する。が、父デネソールは彼に戻って砦を奪回するように命じ、ファラミアが「ボロミアではなく、弟の自分が死んだほうがよかったと思っているのでは」と問うと、「そうだ」と返答する。ファラミアは父への愛を示すため、死を覚悟して戦場に戻っていく。
滅びの山を目指すフロドとサムの間にも事件が起きていた。ゴラムがサムを陥れようと、二人が寝ている間に唯一の食料であるエルフの焼き菓子レンバスを、サムがひとりで食べたように偽装したのだ。フロドはゴラムの策略にのせられてサムを疑う。疑惑に苛まれるフロドはサムが指輪を運ぶことを申し出ると、彼が指輪を狙っていると誤解して「帰れ」と命じ、悲嘆にくれるサムを置き去りにしてしまう。
ローハンのハロウ砦（ダンハロウ）ではアラゴルンが焦る心を抑えていた。セオデンはこの地に各地の兵士たちを召集していたが、今ある戦力ではサウロン軍に勝てないのは明白だった。そこに裂け谷のエルフ王エルロンドがやって来る。彼はアラゴルンに鍛え直した王の剣「アンドゥリル」を与えて助言する。「死者の道」と呼ばれる場所に、かつて人間の王イシルドゥアに忠誠を誓いながらも誓約を果たさなかったため、その罰として永遠に成仏できずにいる、死者の王とその軍勢が封印されており、アラゴルンがイシルドゥアの末裔として王の証となる剣「アンドゥリル」を持って勇気を示し、死者の王に認めさせることができるならば彼らは戦いに加わるかもしれぬと。そこでアラゴルンは「死者の道」に向かうことを決意する。するとレゴラスとギムリも「友はつねに行動を共にするものだ」と、アラゴルンが止めるのも聞かずに同行する。
彼らを見送ったローハン軍は、いよいよゴンドール王国を襲うサウロン軍との戦いに向かう。ローハンの騎士となったメリーは戦闘に参加したいと申し出るが、セオデン王も勇敢な騎士である彼の甥エオメルも、メリーの誠心は信じているが身体の大きさが足りないからと城に残るよう勧める。が、メリーの不満は、女性だからといつも留守居役を命じられているエオメルの妹エオウィン姫の不満でもあった。彼女は「友のために戦うことは、誰にも止められない」と密かに男装し、メリーを連れて兵士として出陣していく。

### 使命
ゴンドールの都ミナス・ティリスはオークの軍勢に取り巻かれていた。執政デネソールは息子ファラミアが瀕死の重傷を負い意識不明で戻ったのを見て死んだと思い込み、「執政の血筋は絶えた」と精神錯乱に陥る。そこでガンダルフがデネソールに代わってゴンドール軍の指揮を執り、自らも戦闘に加わっていく。デネソールはピピンの説得にも耳を貸さず、ファラミアを道連れに焼身自殺しようとする。ピピンと駆けつけたガンダルフはファラミアを救うが、自ら放った火が着衣に燃え移ったデネソールは、乱心のまま塔から身を投げて果てる。
同じ頃、ローハン軍はゴンドールのペレンノール野に達し、死を合言葉に突撃を始め、闇の軍勢を背後から攻撃する。サウロンの勢力に参加しているのはゴスモグ が指揮するオーク軍だけではない。近接戦では無類の強さを誇る武装したトロルの上位種「オログ＝ハイ 」、南方人ハラドリムたちが乗る巨大な獣「オリファント(ムマキル)」、空には“おぞましい獣”フェルビーストに乗って勢力を統率する「ナズグル」もいる。その上、黒船船団のウンバールの海賊たちまでもが参戦せんと、戦場に向かって来ているという。激しい戦乱の中、ナズグルの首領「アングマールの魔王」が、ローハンのセオデン王に襲いかかる。倒れた王を守ろうと魔王に相まみえたエオウィンは、「人間の男に我を殺すことは不可能」とせせら笑う魔王の猛攻に圧倒される。その時、人間ではないホビットであるメリーが魔王の脚に刃を突き立てた。エオウィンは戦士の兜を脱ぎ、長い金髪をなびかせて「私は“男”ではない！」と言い放ち、剣で魔王の顔面を突き刺して倒す。その後、セオデン王は彼女に微笑み、「これで恥じることなく父祖の仲間入りができる」と息を引き取るのだった。
魔王を討っても闇の勢力の勢いはなお衰えず、ペレンノール野でもミナス・ティリスでも人間勢の苦戦は変わらず続き、もはや敗北は目前かと思われた時、ペレンノールの港に黒き船団が着く。オークたちは味方の海賊たちがやってきたと思って喜ぶが、船から現れたのはアラゴルンと彼が率いる死者の軍勢だった。永き呪縛からの解放を約束に、騎士としての誇りを取り戻すため、一度だけの条件でアラゴルンの召集に応じたのだ。アラゴルン、レゴラス、ギムリら三人と死者の軍勢は瞬く間に攻め上がり、それを機に軍は息を吹き返し形勢逆転、戦いはゴンドールとローハン連合軍の勝利に終わる。
だがその頃、フロドは危機に陥っていた。ゴラムの策略で大蜘蛛シェロブの棲処に導かれ その毒針に倒れたのだ。フロドの後を追ってきたサムがシェロブを撃退。フロドを連れ去ったオークをも倒してフロドを救出するが、フロドは指輪の魔力による衰弱のあまり歩けなくなる。するとサムは「あなたの重荷は担えませんが、あなたを背負うことならできます」と、フロドを背負って歩き出す。
アラゴルンら旅の仲間とゴンドールとローハンの連合軍は、フロドが滅びの山に辿り着き、“一つの指輪”を破壊する使命を成し遂げるまではサウロンの目をそらし続けるため、敵の本拠地モルドールに公然と最終決戦を挑むことを決意する。彼の地にそびえ立つ冥王サウロンの居城バラド＝ドゥーアからは、倒しても倒しても無尽蔵と思えるほどの軍勢がサウロンによって送り出される。闇の勢力の力の源泉であるサウロンが滅びぬ限りは、敵の本拠地での戦いに勝ち目はない。だが、アラゴルンらはフロドが使命を必ず成し遂げ、“一つの指輪”を破壊しサウロンを完全に滅ぼすことだけを信じて覚悟を決める。アラゴルンが「フロドのために」とモルドールの黒門に挑むと、すべての兵士が彼の覚悟の後に続き、敵の大群へと突撃するのだった。
アラゴルンらが満身創痍で戦い続ける頃、遂にフロドとサムは滅びの山の火口の淵まで辿り着く。だが、滅びを目前とした“一つの指輪”の魔力の最後の抵抗にフロドは屈し、「指輪は僕のものだ」と口にして指輪の破壊を放棄し、指輪を指にはめる。その瞬間、冥王は指輪の所持を宣言したフロドの存在に初めて気付き、黒の乗り手たちを滅びの山へ急行させる。姿を隠したフロドに襲い掛かったゴラムが“いとしいしと”を奪い取ろうと、指輪をはめたフロドの指を噛みちぎる。遂に念願の指輪を取り返し狂喜するゴラム。フロドは立ち上がりゴラムへ飛びかかると、二人で崖の縁から落ちてしまう。駆け寄ったサムが火口を覗くと、フロドは火口に落ちていく指輪を追わずに何とか一命を取り留め、指輪を追って火口の中へ落ちたゴラムは喜びながらも指輪を抱いて溶岩の中へと消えた。
そして、火口へ落ちた“一つの指輪”も滅びの時を迎え、遂に冥王サウロンは完全に消滅するのだった。

### 新たなる旅立ちと帰還
力の源泉であったサウロンが滅びたことで共に闇の勢力は滅び、フロドたちもガンダルフと鷲の王グワイヒアによって救出された。
その後、アラゴルンはゴンドールの王として即位し、ミナス・ティリスに王が帰還した。その戴冠式を祝おうと、式に出席したフロドら4人のホビットであったが、アラゴルンは「礼を言うべきは我らの方」と、その場にいたすべての人間が頭を垂れ、4人の“勇者たち”に感謝の意を示した。そして式典には、生気を取り戻したアルウェンも駆け付けたのだった。
そして旅の一行は解散となり、フロドたちは故郷のホビット庄に帰還し、旅立つ前の平穏な生活を取り戻したかに見えた。
だが、すべてが以前のままではなかった。
サウロンとの戦いからしばらくの時が流れ、サムは結婚し、メリーやピピンも平穏な生活を取り戻した。
しかし指輪の運び手であったフロドについては、アングマールの魔王から受けた肩の傷跡は、中つ国では完全には癒えることはなかった。変わってしまったものは元に戻ることはなかった。
ビルボがかつての旅を記した『ホビットの冒険』と、それを引き継ぎ自らの旅を書き上げた『ロード・オブ・ザ・リング』を書き終え、全ての使命を終えたフロドは、ビルボ、ガンダルフ、そしてエルロンドとガラドリエル夫妻らエルフたちと共に、神の国・ヴァリノールへと船出し、この中つ国を（つまりは現世を）去ることにしたのだった。
ガラドリエルは言う、「これからは人間の時代です」と。
ヴァリノールから、中つ国へ戻ってくることはできない。
「ありがとう、サム。今までよく仕えてくれた。これからは家族に仕えてくれ」
それが、旅立つフロドのサムへの別れの言葉だった。
そして、サムが妻子の待つ我が家へと帰還し、映画は幕を閉じる。

## 登場人物・種族

### 旅の仲間
フロド・バギンズ (Frodo Baggins) / ホビット
繊細で素直な性格のホビット。“一つの指輪”を破壊する使命を背負ったこの物語の主人公。
サム / サムワイズ・ギャムジー (Sam) / ホビット
バギンズ家に仕える庭師で、フロドの親友でもある。フロドへの忠誠心から危険な旅へ同行する。フロドが大蜘蛛に麻痺させられた際、指輪を一時的に預かった。そのため原作では、フロドたちが大海の彼方へ去った後、サムが中つ国最後の指輪所持者となったと記述されている。
ピピン / ペレグリン・トゥック (Pippin) / ホビット
年若く愛敬があり、イタズラ好きな性格。フロドの親戚であり友人でもある。
メリー / メリアドク・ブランディバック (Merry) / ホビット
フロドの親戚であり友人として、ピピン、サムとともにホビット庄を後にして旅に出る。
ガンダルフ (Gandalf) / 魔法使い（イスタリ）
指輪の魔力を知り、フロドに助言を与える“旅の仲間”の指導者。賢いだけでなく、剣術と魔法を使った戦闘にも長けた頼りになる魔法使い。
アラゴルン (Aragorn) / 人間
長い間放浪していたが“旅の仲間”の一人となる。たくましく無骨であり、幾多の危機を卓越した剣術で切り開く、旅の仲間のリーダー的存在。
人間としては長寿を誇る種族「ドゥーネダイン」で、サウロンを倒すも指輪の誘惑に負けた人間の王イシルドゥアの末裔。鍛え直された王の剣「アンドゥリル」を手に決戦に臨む。
レゴラス (Legolas) / エルフ
北方にあるエルフ国の王の息子。エルフ族の中でも一番の弓の名手として、自ら志願し“旅の仲間”になる。
ドワーフのギムリとは当初反りが合わなかったが、幾多の死線を共に乗り越え戦友となる。
ギムリ (Gimli) / ドワーフ
ドワーフ族の戦士。屈強な肉体とその怪力を生かした斧を使う戦闘を得意とする。
エルフであるレゴラスをライバル視していたが、幾多の死線を共に乗り越え戦友となる。
原作では、戦後もレゴラスとの友情を絶やさず、後年に二人で大海の彼方へ渡ったと記述されている。

### ホビット
ビルボ・バギンズ (Bilbo Baggins)
フロドの養父。以前の旅で手に入れた“一つの指輪”の魔力で体を病み、指輪をフロドに譲る。

### エルフ
エルロンド (Elrond)
半エルフの父親と母親を持ち、エルフとして生きることを選んだ裂け谷の主人。
アルウェン (Arwen)
エルロンドの娘でエルフ族の姫。人間のアラゴルンと恋をする、美しさと強さを秘めた絶世の美女。中つ国に拡がる闇の力の影響に毒され、その身を病んでいる。
ケレボルン (Celeborn)
妻ガラドリエルとともにロリアンを統べる高貴なエルフ。
ガラドリエル (Galadriel)
最も高貴なエルフの一人で、エルフ国ロリアンを統べる。苦悩するフロドを導き、危険な旅へ出発する勇気を与える。

### 人間
セオデン (Théoden)
屈強な騎馬隊を有する国、ローハンの誇り高き王。
エオメル (Éomer)
セオデンの甥にして、ローハンの騎士をまとめる騎馬隊の隊長を務める。
エオウィン (Éowyn)
セオデンの姪にして、エオメルの妹。女性ながらに剣術や馬術に長ける。アラゴルンに思いを寄せる。
デネソール (Denethor)
ゴンドールの執政。ボロミア、ファラミアの父。長らく王の不在なゴンドールを守ることに疲れ、心を病んでいる。
ファラミア (Faramir)
フロドらの旅の仲間であったボロミアの弟で、イシリアンの兵隊長。父に冷遇されている。

### 闇の勢力
冥王サウロン (Sauron)
大いなる力を秘めた“力の指輪”と、それら全てを統べる“一つの指輪”の創造主。
一度は敗れ、その肉体を滅ぼされるも“一つの指輪”にその絶大な力の大半を封じることで、その精神は滅んでおらず、再び“一つの指輪”を手にすることで完全復活を目論むモルドールの支配者。
当初、黒門の最終決戦で、仮初めの実体を作り出しアラゴルンと対決するシーンが予定されていたが、主人公がフロド（指輪の破壊が最大の目的）であることが薄れるため、その戦闘シーンのサウロンは、公開版では完全武装したオログ＝ハイに差し替えられた。『SEE』の特典映像では、アラゴルンとサウロンが対決する撮影風景や絵コンテが見られる。
サウロンの口 (Mouth of Sauron)
サウロンの居城バラド＝ドゥーアの副官。肉体を失った状態の冥王サウロンの意思を伝える代弁者（＝口）としての役割を担う。フロドの死を示唆し旅の仲間らを絶望させようとする。
『スペシャル・エクステンデッド・エディション』にのみ登場。
指輪の幽鬼ナズグル (The Ringwraiths Nazgûl)
元は人間の王であったが“力の指輪”の魔力に魅せられ、サウロン配下の幽鬼となった9人の騎士。フェルビーストを駆り黒装束にその身を包む。
アングマールの魔王 (Witch-king of Angmar)
ナズグルの首領にして9人の中で最強の騎士。その恐るべき力から「人間の男に殺すことは不可能」と予言されている。『旅の仲間』ではモルグルの刃でフロドを刺し一生消えぬ傷を与えた。
サルマン (Saruman) / 魔法使い
かつては白の会議の主宰者の一人であったが、悪の力の誘惑に屈する。アイゼンガルドのオルサンクの塔に闇の勢力を集結させ、ローハンへ進軍させたが計画は失敗に終わる。
『スペシャル・エクステンデッド・エディション』にのみ登場。
グリマ (Grima)
ローハンの人間でありながら、サルマンに仕える狡猾な男。通称“蛇の舌”。セオデンを話術でそそのかしローハンを裏で操っていたが、悪事を暴かれ追い出されサルマンの下に逃げ込んでいた。
『スペシャル・エクステンデッド・エディション』にのみ登場。
トロル (Troll)
身長4mほどの巨体を誇る種族。知能こそ低いが凶暴かつ怪力。日光を浴びると石化する。闇の勢力に調教・洗脳された兵器として従事させられている。
オログ＝ハイ (Olog-hai)
武装したトロルの上位種。日光でも石化せず、戦闘能力も進化しており、単純な近接戦闘だけなら闇の勢力でも最上位の強さを誇る。兵士というより洗脳された強力な兵器として運用される。
黒門での最終決戦では、右手に大剣、左手にメイス、全身を鎧兜で完全武装したオログ＝ハイが、連戦で満身創痍のアラゴルンと対決し、更なる窮地へ追い込む。
オーク (Orc)
かつてはエルフ族であったが、闇の力により生まれ変わった種族。醜悪な容姿に残忍な性質を持つ。
ゴスモグ (Gothmog)
オークの首領格。知略に長け、ペレンノール野の戦いではアングマールの魔王の副官を務める。
『スペシャル・エクステンデッド・エディション』では戦闘シーンが追加され、エオウィンと戦うが駆け付けたアラゴルンに討たれる。
ウルク＝ハイ (Uruk-hai)
サルマンの妖術で人間とオークを掛け合わせて作ったオークの上位種。オークより地位が高いと自負している。

### その他
ゴラム (Gollum)
“一つの指輪”の力に魅了され、異常な長命を得た生き物。元はホビットの仲間で、本来の名前は「スメアゴル（Sméagol）」。
人目を避け霧ふり山脈の奥深い洞窟に潜んでいたが、フロドの叔父ビルボの手に渡った指輪を奪おうと地上に姿を現す。
シェロブ (Shelob)
キリス・ウンゴルの洞窟に巣食う“魔女”と呼ばれる存在。その正体は雌の巨大毒蜘蛛。

## 旅路

### フロド&サム
1. ミナス・モルグル
かつてのゴンドール王国の都市ミナス・イシル。「呪魔の塔」の意。指輪の幽鬼ナズグルに略奪されて、彼らが支配するようになり、この名で呼ばれるようになった。ナズグルによって支配される恐怖の場所。サウロンの戦略上の拠点の一つ。
2. キリス・ウンゴル
ミナス・モルグルから影の山脈を越えて、モルドールへ行く道程の途中にある。「蜘蛛峠」の意。ここには大蜘蛛シェロブの棲処がある。ゴラムが策略によって、フロドとサムを案内する。
3. ゴルゴロス
サウロンが支配する国モルドールの北西部にある高地。滅びの山を取り囲むように広がる岩と穴だらけの荒野。フロドとサムはこの高地を通って滅びの山へ向う。
4. 滅びの山
モルドールの北西に位置する巨大な火山。ゴルゴロスの高原の中央にある。エルフ語で「オロドルイン（紅蓮の炎の山）」。冥王サウロンが“一つの指輪”を作った場所でもあり、天然の溶鉱炉になっている。“一つの指輪”を破壊するには、この火山の「滅びの罅裂（きれつ）」に投げ込む以外に方法はない。フロドたちの旅の最終目的地。

### メリー&ピピン
1. アイゼンガルド
2. ローハン - エドラス

### ガンダルフ&アラゴルン&レゴラス&ギムリ
1. アイゼンガルド
2. ローハン - エドラス

### ガンダルフ&ピピン
1. ゴンドール-ミナス・ティリス
ミナス・イシル、オスギリアスと並ぶゴンドール王国初期の主要三都市の一つ。現在のゴンドール王国の首都。ミナス・モルグルの改名に続き、ミナス・アノール「日の没りの塔」も「守護の塔」すなわちミナス・ティリスと呼び名を変えた。ホワイトストーンで作られた七層の城壁で囲われた巨大な城塞都市で、気品漂う王の都であると同時に中つ国最強の砦である。その城壁の各層は峡間城壁で覆われ、最上層は約213メートル以上の高さにおよぶ。

### アラゴルン&レゴラス&ギムリ
1. ローハン - ハロウ砦（ダンハロウ）
ローハン中のすべての騎士がここに結集した。
2. 死者の道
ローハン国のハロウ砦の奥、精霊山の下にある峡谷。死者たちの霊が出没する危険で呪われた道。この死者たちはゴンドール人がやってくる以前からこの地に住む山の人間たちで、アラゴルンの祖先であるイシルドゥアに忠誠を誓った人々。山の人々はその誓言を破ったため、イシルドゥアの死後、その魂は山に閉じ込められて彷徨している。そこへイシルドゥアの後を継ぐアラゴルンが現れ、誓いを果たしサウロンとの戦いに加わるよう呼びかける。
3. ゴンドール - ペレンノールの野
ゴンドール王国の都ミナス・ティリスの前面に広がる平原。人間軍とサウロン軍の大決戦はこの地で行われる。
4. ゴンドール - ミナス・ティリス
フロドの使命を果たさせるため、捨て身の最終決戦を挑むことを皆で決意する。

### ガンダルフ&アラゴルン&レゴラス&ギムリ&メリー&ピピン
1. モルドール - 黒門
アラゴルン率いる軍勢がここに進軍し、フロドが使命を果たすことを信じてサウロン率いる闇の勢力との最終決戦に挑む。

## キャスト
- フロド・バギンズ : イライジャ・ウッド（日本語吹替版 : 浪川大輔）
- サムワイズ・ギャムジー（サム） : ショーン・アスティン（谷田真吾）
- ペレグリン・トゥック（ピピン） : ビリー・ボイド（飯泉征貴）
- メリアドク・ブランディバック（メリー） : ドミニク・モナハン（村治学）
- ガンダルフ : イアン・マッケラン（有川博）
- アラゴルン : ヴィゴ・モーテンセン（大塚芳忠）
- レゴラス : オーランド・ブルーム（平川大輔）
- ギムリ : ジョン・リス＝デイヴィス（内海賢二）
- ボロミア : ショーン・ビーン（小山力也）
- ゴラム / スメアゴル : アンディ・サーキス（長島雄一）
- ガラドリエル : ケイト・ブランシェット（塩田朋子）
- エルロンド : ヒューゴ・ウィーヴィング（菅生隆之）
- アルウェン : リヴ・タイラー（坪井木の実）
- セオデン : バーナード・ヒル（佐々木勝彦）
- エオウィン : ミランダ・オットー（本田貴子）
- エオメル : カール・アーバン（山寺宏一）
- ファラミア : デビッド・ウェナム（宮本充）
- デネソール : ジョン・ノーブル（勝部演之）
- ビルボ・バギンズ : イアン・ホルム（山野史人）
- マドリル : ジョン・バック（廣田行生）
- ギャムリング : ブルース・ホプキンス（立木文彦）
- デアゴル : トーマス・ロビンズ（岩崎ひろし）
- ゴスモグ : ローレンス・マコーレ（宝亀克寿）
- アングマールの魔王 : ローレンス・マコーレ（小林清志）
- 死者の王 : ポール・ノレル（納谷六朗）
- サウロン（佐藤淳）
- イシルドゥア : ハリー・シンクレア（吉田裕秋）
- ヨールラス : イアン・ヒューズ（田中一永）
- グリムボルド:ブルース・フィリップス（藤井啓輔）
- ゴルバグ : スティーブン・ウレ（桝谷裕）
- シャグラド : ピーター・テイト（井上剛）
- エヴェラード・プラウドフット:ノエル・アプルビー（原奈津季）
- ロージー・コトン : サラ・マクレオド（林智恵）
- サウロンの口 : ブルース・スペンス（『SEE』のみ）
- サルマン：クリストファー・リー（家弓家正）（『SEE』のみ）
- グリマ : ブラッド・ドゥーリフ（金尾哲夫）（『SEE』のみ）

## スタッフ
- 監督・脚本・製作：ピーター・ジャクソン
- 脚本：フラン・ウォルシュ、フィリッパ・ボウエン
- 原作：J・R・R・トールキン
- コンセプチュアルデザイナー：アラン・リー、ジョン・ハウ
- VFX:WETAデジタル、ワーク・フィルムズ
- 音楽：ハワード・ショア
- 日本語吹き替え版翻訳：平田勝茂
- 日本語字幕版翻訳：戸田奈津子

## 映画版での主な変更点
- シェロブとの戦闘場面が登場。
- 原作では2作目で描かれるゴラムのスメアゴル時代が冒頭に登場。
- 最後のホビット庄でのサルマンと蛇の舌グリマが暗躍し、サムらの活躍により倒されるシーンが削除され、替わりにオルサンクの塔で最後を迎える場面がディレクターズカットで登場。
- モルドールの黒門でサウロンの口が未登場、後にディレクターズカットで登場。
- アルウェンの回想で追補編でのアラゴルンとの最後を思わせる場面が登場。

## 受賞
アカデミー賞では作品賞、監督賞、脚色賞、作曲賞、歌曲賞、美術賞、衣裳デザイン賞、メイクアップ賞、視覚効果賞、音響賞、編集賞の11部門を受賞した。これは『ベン・ハー』と『タイタニック』に並ぶ史上最多の受賞であり、ノミネートされた全部門での受賞としては、9部門受賞の『恋の手ほどき』『ラストエンペラー』を破り新記録となった。ファンタジー映画では初めての作品賞。
また第61回ゴールデングローブ賞の作品賞（ドラマ部門）、第30回サターン賞のファンタジー映画賞も受賞。

## 商品

### DVD
- 王の帰還 / コレクターズ・エディション 品番：PCBH-50094
- 王の帰還 / スペシャル・エクステンデッド・エディション 品番：PCBH-50095
- コレクターズ・エディション トリロジーBOXセット 品番：PCBH-60004
- スペシャル・エクステンデッド・エディション トリロジーBOXセット 品番：PCBH-60005